# هایلنباخ
هایلنباخ (به آلمانی: Heilenbach) یک شهر در آلمان است که در بیتبورگ-پروم واقع شده‌است.